# 陳泰來 (崇禎進士)
陳泰來（？—1645年12月30日（隆武元年十一月壬戌）），字剛長，江西瑞州府新昌縣人，明朝、南明政治人物。

## 生平
陳泰來是天啟四年（1624年）甲子科舉人，到崇禎四年（1631年）成辛未科進士，兵部观政，獲授宣城知縣，轉任戶科給事中；崇禎十五年（1642年）冬天北京戒嚴，他陳述戰守的策略，總督趙光抃指出他和與同官荊祚永清楚邊境軍情，行間奏報適宜讓二人參與，獲許可。他又曾經請假帶來一萬名士兵，肅清天子的車駕，讓崇禎帝認為他有氣魄。很快他改任兵科，視察各軍隊的戰守方略，上奏界嶺失事，彈劾副總兵柏永鎮論死；因功轉為吏科右給事中，請假回鄉。弘光帝繼位，起用陳泰來任職刑科，他不赴任；寧州土寇攻打新昌，他固守全城，但邑人劉弘毅因此力戰而死。隆武帝福京朝廷擢升他為太常少卿兼兵科，和萬元吉共同守衛贛州，不久轉為太僕卿、僉都御史，提督江西義軍，任命袁應夢為參軍，張天溥為司餉。清朝軍隊（《明史》則指是李自成部下）侵略掠新昌，陳泰來與熊維樸共同攻破。
當初，益王朱慈𤆃於建昌起兵，陳泰來與胡維霖、李九華、熊士逵打算跟從，按察使漆嘉祉、舉人戴國士認為不可，說：「先生接受朝廷任命，現在又跟隨益王，打算奉益王入朝嗎，益王一定不妥協。服侍二人代表懷有貳心，先生為國事捐獻身家，本來教以忠誠，但現在卻先表露貳心，誰會原諒？」陳泰來就停止此事。然後建昌失援，新昌失守，戴國士投降，投入金聲桓麾下。陳泰來怨恨地說：「我被逆賊欺騙，你原來為敵遊說，都是國事而已，益王與朝廷又有何分別？」有意誅殺戴國士，但顧及自己力薄不敵，仍和他通好。其時有曹志明、曹國祺、聶棟、王平東、李維楨、黃楧、晏揚勳、任汲、李淩洪、黃國彥等人在上高起兵，稱「七家軍」，陳泰來就和他們聯合，並連黃朝宣軍隊。隆武元年（1645年）十一月恢復上高，斬殺知縣張朝荃，又取回新昌寧州，斬知縣李全家，羞辱戴國士妻子和親友數人，數落他的罪行。泰來又和下園劉氏義師包圍瑞州，但未攻克；金聲桓引清兵攻入新昌，守將出降，他來到界埠，曹志明、王平東、黃楧、任汲、李淩洪等人自上高移師會合，進攻撫州。十四日，上高黃鼎彝降清，帶領清軍，陳泰來戰敗，與劉詔新、諶廷樁、胡親民一同戰死。又有說法指戴國士與陳泰來為姻親，已經投降，權充驛傳道。金聲桓使人招陳泰來，召重兵緊隨其後，國士入泰來營相見，清兵就已壓陣，他敗走黃氏祠自刎死。

## 引用
1. 1 2  錢海岳《南明史·卷二·本紀第二》：（隆武元年十一月）壬戌……上高陷，僉都御史陳泰來等死之。
2. ↑  《崇祯四年辛未科三百五十名进士履历》：陈泰来，刚长，诗四房，戊申三月初五日生。新昌人，甲子二十九，会一百九十三，三甲五十二名。兵部政，授宣城知县。曾祖齐英。祖懋修。父尔祖。
3. 1 2  錢海岳《南明史·卷四十七·列傳第二十三》：陳泰來，字剛長，瑞州新昌人。崇禎四年進士，授宣城知縣，遷戶科給事中。嘗自請假兵一萬，肅清輦轂，上壯之。改兵科，出視諸軍戰守方畧，奏界嶺失事狀，劾副總兵柏永鎮論死。轉吏科，乞假歸。安宗立，起刑科，不赴。寧州土寇攻新昌，固守全城，邑人劉弘毅力戰死。福京擢太常少卿兼兵科，尋以太僕卿、僉都御史，提督江西義軍。辟袁應夢為參軍，張天溥司餉。清兵掠新昌，泰來與熊維樸大破之。
4. ↑  同治《瑞州府志·卷十·選舉志二》：天啟四年甲子科（舉人）……陳泰來 新昌人，見進士
5. ↑  《明史·卷二百七十八·列傳第一百六十六》：陳泰來，字剛長，江西新昌人。崇禎四年進士。由宣城知縣入為戶科給事中。十五年冬，都城戒嚴，泰來陳戰守數策。總督趙光抃言泰來與同官荊祚永素晰邊情，行間奏報，宜敕二臣參預，報可。泰來又自請假兵一萬，肅清輦轂。帝壯之，即改授兵科，出視諸軍戰守方略，召對中左門。至軍中，奏界嶺失事狀，劾副將柏永鎮論死。以功遷吏科右給事中，乞假歸。福王時，起刑科左給事中，不赴。唐王擢為太僕寺少卿，與萬元吉同守贛州。再擢右僉都御史，提督江西義軍。李自成敗走武昌，其部下散掠新昌境，泰來大破之。
6. ↑  錢海岳《南明史·卷四十七·列傳第二十三》：初，益王由本（慈𤆃）起兵建昌，泰來與胡維霖、李九華、熊士逵將從之，漆嘉祉、戴國士持不可，曰：「公受朝命矣。今復從王，將奉王歸朝乎，王必不屈。將兩事乎，是懷貳心也。公為國事，捐身家，本以教忠，而先示貳心於人，人誰諒之？」乃止。已而建昌失援，新昌陷，國士出降，為金聲桓用。泰來恨之曰：「吾乃為賊所紿，彼固為敵遊說也，均之國事，益與朝又何分乎？」意欲誅之，顧力薄不敵，仍相通好。
7. 1 2  《明史·卷二百七十八·列傳第一百六十六》：初，益王起兵建昌，泰來欲從之。同邑按察使漆嘉祉、舉人戴國士持不可。已而新昌破，國士出降，泰來惡之。會上高舉人曹誌明等兵起。泰來與相結。十二月攻取上高、新昌、寧州，殺國士妻子，遂取萬載。已而大兵逼新昌，守將出降，泰來走界埠，誌明等從上高移軍會之，進攻撫州，兵敗皆死。
8. ↑  錢海岳《南明史·卷四十七·列傳第二十三》：時有曹志明、曹國祺、聶棟、王平東、李維楨、黃楧、晏揚勳、任汲、李淩洪、黃國彥等起兵上高，稱七家軍。泰來與相結，並連黃朝宣之師。隆武元年十一月，復上高，斬知縣張朝荃，繼復新昌寧州，斬知縣李全家，戮國士妻子及親黨數人，暴其罪。與下園劉氏義師圍瑞州，不克。淩洪復萬載，斬知縣杜章卿，國彥敗死。聲桓引清兵攻新昌，守將出降，泰來至界埠，志明、平東、楧、汲、淩洪等從上高移軍會之，進攻撫州。十四日，上高黃鼎彝降清，為前導。泰來敗績，與劉詔新、諶廷樁、胡親民同死。二年正月五日，志明、平東、汲俱戰歿馬湖。維楨火死。揚勳、棟為僧。或曰：「國士與泰來為姻聯，已降，權驛傳道。」聲桓使招泰來，而以重兵躡其後，國士入泰來營，甫相見，清兵已壓壘陣，敗走黃氏祠，自刎死。